# قائمة شركات البيانات الضخمة
تاليا قائمة لشركات تكنولوجيا المعلومات البارزة باستخدام علوم تسويق البيانات الضخمة :

## القائمة
- مختبرات بيانات ألبيني [الإنجليزية] ، واجهة تحليلية تعمل مع Apache Hadoop والبيانات الضخمة
- Azure Data Lake تقدم خدمة تخزين وتحليلات قابلة للتطوير بدرجة كبيرة. الخدمة مستضافة في Azure ، السحابية التابعة إلى شركة مايكروسوفت العامة
- Big Data Partnership ، شركة خدمات مهنية مقرها لندن
- سكورنغ للبيانات الضخمة [الإنجليزية] ، خدمة قائمة على البيانات السحابية تتيح للمقرضين المستهلكين تحسين جودة القروض ومعدلات القبول من خلال استخدام البيانات الضخمة
- بيانات بيغ باندا [الإنجليزية] ، شركة تكنولوجيا مقرها في ماونتن فيو ، كاليفورنيا
- Bright Computing شركة مطورة لبرامج نشر وإدارة مجموعات عالية الأداء (اختصارا HPC) ومجموعات البيانات الضخمة و OpenStack في مراكز البيانات وفي الحوسبة السحابية
- كلارافيت أنالاتيكيس Clarivate Analytics ، هي شركة عالمية تمتلك وتدير مجموعة من الخدمات القائمة على الاشتراك تركز بشكل كبير على التحليلات
- Cloudera ، وهي شركة برمجيات مقرها الولايات المتحدة توفر البرامج القائمة على برمجيات تسمى Apache Hadoop والدعم والخدمات والتدريب لعملاء الأعمال
- Compuverde ، شركة تكنولوجيا المعلومات مع التركيز على تخزين البيانات الضخمة
- CtrlShift ، شركة تسويق آلي مقرها سنغافورة
- CVidya ، مزود منتجات تحليلات البيانات الضخمة للاتصالات ومقدمي الخدمات الرقمية
- Cybatar Cloud هو نظام قائم على السحابة لإدارة وتعيين وتتبع ومراقبة السلع عند الطلب ومهام توصيل الخدمة والوكلاء.
- Databricks ، وهي شركة أسسها مبتكرو Apache Spark
- Dataiku ، شركة برمجيات كمبيوتر فرنسية
- داتاستاكس
- دومو
- بطلاقة د
- فلاي تيكست
- البرقوق الأخضر
- أنظمة GridGain
- تقنيات جرذ الأرض
- هاك / تقليل
- هورتونوركس
- أنظمة HPCC
- شركة Imply
- MapR
- مارك لوجيك
- ميديو
- ميدوباد
- Oracle Cloud Platform
- تقنيات Palantir
- Pentaho ، شركة تكامل البيانات وتحليلات الأعمال مع نظام أساسي مفتوح المصدر على مستوى المؤسسات لنشر البيانات الضخمة
- بيتني باوز
- بلاتفورا
- Quertle
- شركة روكيت فيول
- يوفر SAP SE ، SAP Data Hub لربط قواعد البيانات بجميع أنواعها وتشغيل حلول البيانات الضخمة الخاصة بهم من خلال الاستحواذ (Altiscale)
- SalesforceIQ
- شبكات الحواس
- تبادل بيانات شنغهاي
- كوريا الجنوبية للاتصالات ، مطور منصة ميتاترون دسكوفري لتحليل البيانات الضخمة
- سوجيرن
- سبلينك
- سومو لوجيك
- تيراتا
- ثيتراي
- تيوب موغول
- فولوميتريكس
- زالوني، منصة إدارة بحيرات البيانات غير المحددة للنشر والبائع
- زومداتا